# Aurel Niculae
Aurel Niculae este un politician român, deputat în Parlamentul României în mandatul 2012-2016 din partea PNL (USL).
A fost director al societății Plafar între 2005 și 2008.